# Bélgica en el Festival de la Canción de Eurovisión 2023
Bélgica participará en el LXVII Festival de la Canción de Eurovisión, que se celebrará en Liverpool, Reino Unido del 9 al 13 de mayo de 2023, tras la imposibilidad de Ucrania de acoger el concurso por la victoria de Kalush Orchestra con la canción «Stefania». La Vlaamse Radio- en Televisieomroeporganisatie (VRT) (Organización de Radio y Televisión Flamenca en español), radiodifusora de la región flamenca encargada de la participación belga en el festival durante los años impares, decidió organizar la final nacional «Eurosong» para elegir a su representante en el concurso eurovisivo.
En la final celebrada el 13 de enero de 2023, el «Eurosong 2023» declaró como ganador a Gustaph con el tema electropop «Because Of You», de estilo pop electrónico años '90, compuesta por el propio Gustaph junto a Jaouad Alloul.

## Historia de Bélgica en el Festival
Bélgica es uno de los países fundadores del festival, debutando en 1956. Desde entonces el país ha concursado en 63 ocasiones, posicionándose en 24 ocasiones dentro de los mejores 10 de la competencia. Bélgica ha logrado vencer en una ocasión el festival: en 1986, con Sandra Kim y la canción «J'aime la vie». Sandra mantiene el récord de la ganadora más joven en la historia, al vencer el concurso con 13 años de edad. Desde la introducción de las semifinales en 2004, el país inició una mala racha de eliminaciones en semifinales, quedando eliminado en 8 de las primeras 11 semifinales que se realizaron. A partir, de 2015, Bélgica cambió su trayectoria logrando tres Top 10 consecutivos en 5 intentos.
En 2022, el cantante Jérémie Makiese, terminó en 19° posición con 64 puntos en la gran final: 5 puntos del televoto (21°) y 59 del jurado profesional (13°), con el tema «Miss You».

## Representante para Eurovisión

### Eurosong 2023
Bélgica confirmó su participación en el Festival de Eurovisión 2023 en julio de 2022. Tras varios rumores, la cadena belga VRT confirmó la organización de la final nacional «Eurosong» como su método de preselección, tras siete años sin realizarla. Si bien en un principio, el comentarista habitual de Eurovisión Peter van de Veire anunció que habría una convocatoria abierta para recepción de candidaturas, la VRT confirmó que la televisora seleccionaría directamente a los participantes a través del contacto con discográficas.

#### Formato
La preselección tuvo una duración de seis días: En los primeros cinco, a través de un programa especial diario se presentaron los siete artistas candidatos, presentando sus canciones frente al resto de competidores, quienes pudieron hacerles comentarios sobre las canciones. En esta ronda, el artista fue quien decidió cuál de las dos canciones era seleccionada para avanzar a la gran final.
En la ronda final, los 7 finalistas se presentaron, siendo sometidos a una votación 50/50 entre un panel de 15 jurados y el público. Cada miembro del jurado votó con un sistema de puntuación similar al utilizado en Eurovisión: su canción favorita fue puntuada con 12 puntos, la segunda con 10 y el resto de 8 a 4 puntos en orden de preferencia, dando un total de 780 puntos repartidos por todos los jurados. El televoto también repartió 780 puntos, haciéndolo de manera proporcional según la cantidad de votos recibidos vía SMS y a través del sitio web oficial de la VRT. Una vez sumadas ambas puntuaciones, el tema con mayor puntuación fue declarado ganador y representante de Bélgica en Eurovisión. 

#### Jurado
El jurado consistió de 15 miembros, siendo los primeros cuatro quienes podrán comentar sobre los temas durante la final, mientras los restantes once solo emitieron su voto offstage:
- Nikkie de Jager – artista maquilladora, YouTuber y presentadora del Festival de la Canción de Eurovisión 2021.
- Alexander Rybak – cantante, compositor y ganador por Noruega del Festival de la Canción de Eurovisión 2009.
- Jérémie Makiese – cantante y participante del Festival de la Canción de Eurovisión 2022.
- Laura Tesoro – cantante, actriz y participante del Festival de la Canción de Eurovisión 2016.
- Laura Govaerts – presentadora en MNM.
- Ann Reymen – presentadora en Radio 2.
- Korneel De Clercq – presentador en Radio 1
- Thibault Christiaensen – presentador en Studio Brussel.
- Francicso Schuster – actor, cantante y bailarín
- Leslie Cable – jefa de delegación de Bélgica por la RTBF en el Festival de la Canción de Eurovisión.
- Jasper Van Biesen – Autor de «65 years of Belgium at the Eurovision Song Contest».
- Stephan Monsieur – presidente de OGAE Bélgica.
- André Vermeulen – periodista especializado en el Festival de la Canción de Eurovisión.
- Els Germonpré – coordinador musical de Één.
- Manu Lammens – mánager musical de MNM.

#### Candidaturas
Los 7 artistas participantes fueron anunciados el 8 de noviembre de 2022, siendo revelados los títulos y un fragmento de cada una de las catorce canciones el 15 de diciembre de 2022. Las canciones se publicaron conforme el orden de los primeros cinco programas a partir del 9 de enero de 2023 y siendo lanzados en plataformas a partir del último día, el 13 de enero.
| Artista       | Canción (Traducción)                  | Idioma  | Compositor(es)                                                                          |
| ------------- | ------------------------------------- | ------- | --------------------------------------------------------------------------------------- |
| Ameerah       | «Armageddon» (Armageddon)             | Inglés  | Astrid Roelants, Zac Poor                                                               |
| Ameerah       | «The Carnival» (El carnaval)          | Inglés  | Astrid Roelants, Zac Poor                                                               |
| Chérine       | «Ça M'ennuie Pas» (No me importa)     | Francés | Chérine Mroue, William Rousseau, François Welgryn                                       |
| Chérine       | «Mon Étoile» (Mi estrella)            | Francés | Chérine Mroue, Hans Francken                                                            |
| Gala Dragot   | «Emotion Ollie» (-)                   | Inglés  | Max Robert Baby, Gala Aliaj                                                             |
| Gala Dragot   | «T'inquiète» (No te preocupes)        | Inglés  | Jan Lemmens, Yello Staelens, Gala Aliaj                                                 |
| Gustaph       | «Because Of You» (Por ti)             | Inglés  | Stef Caers, Jaouad Alloul                                                               |
| Gustaph       | «The Nail» (El clavo)                 | Inglés  | Stef Caers                                                                              |
| Hunter Falls  | «Home» (Hogar)                        | Inglés  | Tchiah Ommar Abdulrahman, Thomas "TK" Karlsson                                          |
| Hunter Falls  | «Ooh La La» (Ooh la la)               | Inglés  | Tchiah Ommar Abdulrahman, Michael Garvin                                                |
| Loredana      | «Dream In Colours» (Soñar en colores) | Inglés  | Tim Gosden, Maria Broberg, Tristan Henry, Loredana De Amicis, Serge Ramaekers           |
| Loredana      | «You Lift Me Up» (Me levantas)        | Inglés  | Udo Mechels, Loredana De Amicis, John Miles Jr., Pat Krimson                            |
| The Starlings | «Oceanside» (Costa)                   | Inglés  | Kato Callebaut, Tom Eeckhout, Jeroen Swinnen, Ashley Hicklin                            |
| The Starlings | «Rollercoaster» (Montaña rusa)        | Inglés  | Kato Callebaut, Tom Eeckhout, Laurell Barker, Thomas Stengaard, Andreas Stone Johansson |

#### Selección de Canciones
| Fecha       | N.º | Artista       | Canción            | Resultado |
| ----------- | --- | ------------- | ------------------ | --------- |
| 9 de enero  | 1   | Loredana      | «Dream in Colours» | Eliminada |
| 9 de enero  | 2   | Loredana      | «You Lift Me Up»   | Finalista |
| 10 de enero | 1   | Chérine       | «Mon Étoile»       | Eliminada |
| 10 de enero | 2   | Chérine       | «Ça M’Ennuie Pas»  | Finalista |
| 10 de enero | 1   | Hunter Falls  | «Ooh La La»        | Finalista |
| 11 de enero | 2   | Hunter Falls  | «Home»             | Eliminada |
| 11 de enero | 1   | Ameerah       | «Armageddon»       | Eliminada |
| 11 de enero | 2   | Ameerah       | «The Carnival»     | Finalista |
| 12 de enero | 1   | Gala Dragot   | «Emotion Ollie»    | Eliminada |
| 12 de enero | 2   | Gala Dragot   | «T’inquiète»       | Finalista |
| 12 de enero | 1   | Gustaph       | «Because Of You»   | Finalista |
| 13 de enero | 2   | Gustaph       | «The Nail»         | Eliminada |
| 13 de enero | 1   | The Starlings | «Oceanside»        | Eliminada |
| 13 de enero | 2   | The Starlings | «Rollercoaster»    | Finalista |

#### Final
La final tuvo lugar en el Palais 12 en Bruselas el 14 de enero de 2023 a partir de las 20:20 CET y fue presentada por Peter van de Veire. Tras las votaciones, fue declarado ganador el cantante Gustaph, con el tema electropop «Because Of You», tras obtener 278 puntos, siendo la tercera opción de los jueces y la segunda del televoto. La favorita del jurado, Gala Dragot finalizó en tercer puesto con 271 puntos y los favoritos del televoto el dúo The Starlings terminaron en segunda posición con 277 puntos, a un solo punto del ganador.
| N.º | Artista       | Canción           | Jurado | Televoto | Puntos | Lugar |
| --- | ------------- | ----------------- | ------ | -------- | ------ | ----- |
| 1   | Hunter Falls  | «Ooh La La»       | 84     | 44       | 128    | 7     |
| 2   | Chérine       | «Ça M’Ennuie Pas» | 145    | 123      | 268    | 4     |
| 3   | The Starlings | «Rollercoaster»   | 94     | 183      | 277    | 2     |
| 4   | Ameerah       | «The Carnival»    | 107    | 64       | 171    | 5     |
| 5   | Gustaph       | «Because Of You»  | 121    | 157      | 278    | 1     |
| 6   | Gala Dragot   | «T’inquiète»      | 146    | 125      | 271    | 3     |
| 7   | Loredana      | «You Lift Me Up»  | 83     | 84       | 167    | 6     |

## En Eurovisión
De acuerdo a las reglas del festival, todos los concursantes deben iniciar desde las semifinales, a excepción del anfitrión (en este caso, Reino Unido), el ganador del año anterior, Ucrania y el Big Five compuesto por Alemania, España, Francia, Italia y el propio Reino Unido. En el sorteo realizado el 31 de enero de 2023, Bélgica fue sorteada en la segunda semifinal del festival. En este mismo sorteo, se determinó que participaría en la primera mitad de la semifinal (posiciones 1-8). Semanas después, ya conocidos los artistas y sus respectivas canciones participantes, la producción del programa dio a conocer el orden de actuación, determinando que el país participaría en la quinta posición, después de Estonia y precediendo a Chipre.
Los comentarios para Bélgica correrán en los dos idiomas oficiales por parte de las dos televisoras del país: en la VRT de habla flamenca los comentarios en televisión correrán por Peter Van de Veire. Mientras tanto, en la RTBF de habla francesa, la transmisión por televisión será comentada por Jean-Louis Lahaye y Maureen Louys.

### Semifinal 2
Gustaph tomará parte de los ensayos los días 1 y 4 de mayo así como de los ensayos generales con vestuario de la segunda semifinal los días 10 y 11 de mayo. Bélgica se presentará en la posición 5, después de Estonia y antes de Chipre.